# Limodorum rubriflorum
Limodorum rubriflorum är en orkidéart som beskrevs av Giuseppina Bartolo och Pulv. Limodorum rubriflorum ingår i släktet Limodorum och familjen orkidéer.
Artens utbredningsområde är Turkiet. Inga underarter finns listade i Catalogue of Life.